# هور کراس
هور کراس (به انگلیسی: Hoar Cross) یک روستا و محله مدنی در بریتانیا است که در استافوردشر شرقی واقع شده‌است. هور کراس ۲۵۰ نفر جمعیت دارد.